# Grünwald (Bawaria)

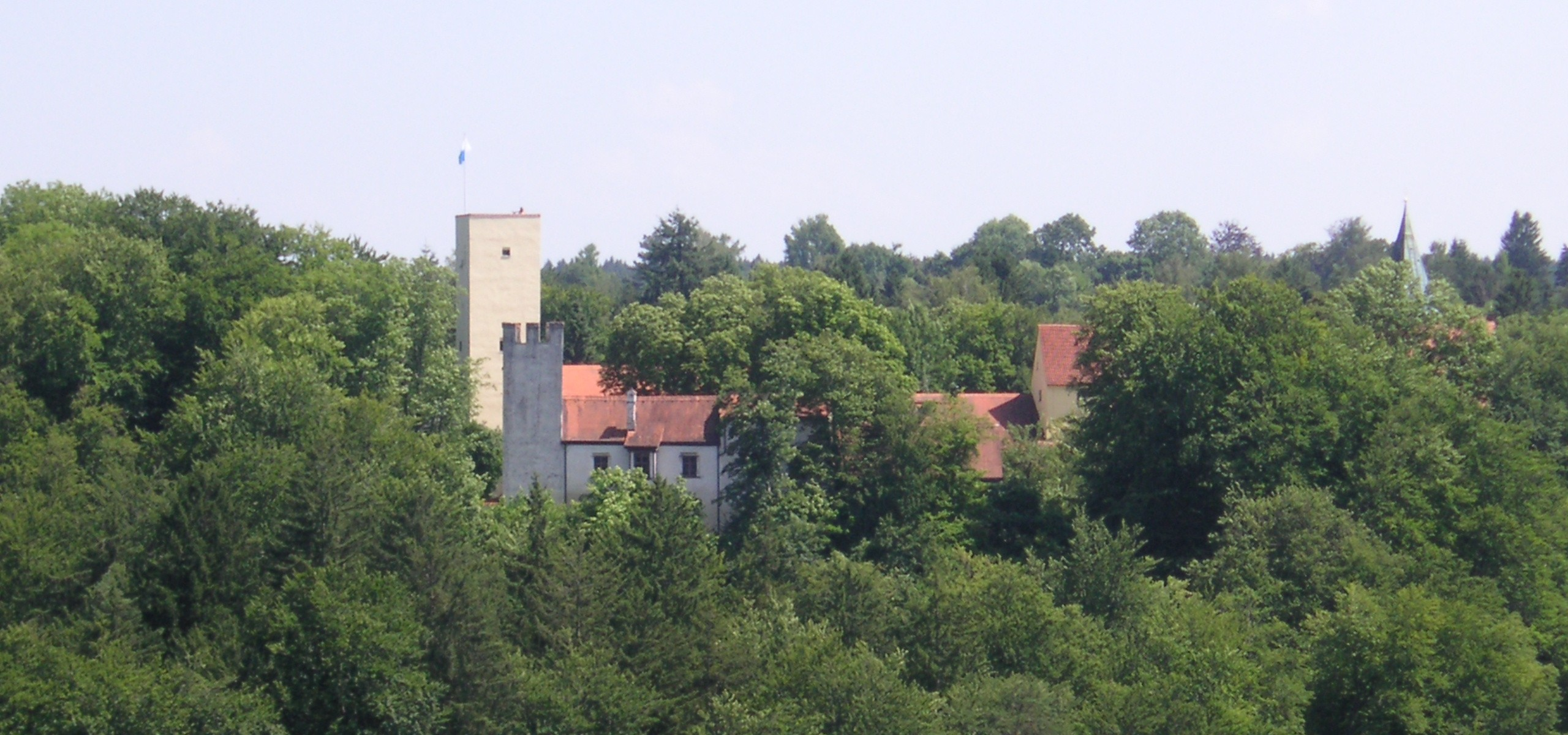
Zamek Grünwald

Grünwald – miejscowość i gmina w Niemczech, w kraju związkowym Bawaria, w rejencji Górna Bawaria, w regionie Monachium, w powiecie Monachium. Leży około 10 km na południe od centrum Monachium, nad Izarą, przy drodze B11 i linii kolejowej Monachium – Wolfratshausen.

## Dzielnice
- Grünwald
- Brunnhaus
- Geiselgasteig
- Oberdill
- Sauschütt
- Wörnbrunn

## Demografia
Dane o ludności z 31 grudnia 2008:
| Opis                                | Ogółem | Ogółem | Kobiety | Kobiety | Mężczyźni | Mężczyźni |
| ----------------------------------- | ------ | ------ | ------- | ------- | --------- | --------- |
| Jednostka                           | osób   | %      | osób    | %       | osób      | %         |
| Populacja                           | 10 939 | 100    | 5949    | 54,38   | 4990      | 45,62     |
| Wiek przedprodukcyjny (0–17 lat)    | 2053   | 18,77  | 1047    | 9,57    | 1006      | 9,2       |
| Wiek produkcyjny (18–65 lat)        | 5985   | 54,71  | 3230    | 29,53   | 2755      | 25,19     |
| Wiek poprodukcyjny (powyżej 65 lat) | 2901   | 26,52  | 1672    | 15,28   | 1229      | 11,24     |

## Polityka
Wójtem gminy jest Jan Neusiedl, rada gminy składa się z 24 osób.
|      | CSU | SPD | Zieloni | PBG | GL | GBV | FDP | Razem |
| 2008 | 13  | 1   | 2       | 5   | -  | 1   | 2   | 24    |
| 2002 | 11  | 2   | -       | 8   | 1  | 1   | 1   | 24    |

## Osoby urodzone w Grünwaldzie
- Ludwik X Bawarski - książę Bawarii

## Współpraca
Miejscowość partnerska:
- Neuenhagen bei Berlin, Brandenburgia
- Friesoythe, Dolna Saksonia
- Świebodzin, Polska